# 托比亚斯·比尔斯特伦
托比亚斯·伦纳特·比尔斯特伦（瑞典語：Tobias Lennart Billström，1973年12月27日—），瑞典溫和聯合黨政治家，克里斯特松内阁原外交大臣。
比尔斯特伦曾于2006年至2014年担任瑞典移民大臣，2010年在赖因费尔特内阁短暂担任就业大臣，2014年至2017年担任瑞典议会第一副议长。
2024年9月4日，比尔斯特伦宣布辞去外交大臣和议会议员职务，彻底退出政坛。